# Ruggieria nigeriana
Ruggieria nigeriana is een mosselkreeftjessoort. De wetenschappelijke naam van de soort is voor het eerst geldig gepubliceerd in 1970 door Omatsola.